# Robres del Castillo
Robres del Castillo – gmina w Hiszpanii, w prowincji La Rioja, w La Rioja, o powierzchni 35,88 km². W 2011 roku gmina liczyła 27 mieszkańców.